# Heisteria spruceana
Heisteria spruceana är en tvåhjärtbladig växtart som beskrevs av Adolf Engler. Heisteria spruceana ingår i släktet Heisteria och familjen Erythropalaceae. Inga underarter finns listade i Catalogue of Life.